# Ílos
Ílos (latinsky Ilus) byl v řecké mytologii syn dardanského krále Tróa, zakladatel města Ílion, pozdější Troas - Trója.
Jeho manželkou se stala Eurydika (není totožná s Orfeovou milou), která mu dala syna Láomedonta.
Král Ílos vybudoval město, které dostalo nejprve jeho jméno Ílion či Ílios, později však proslulo pod jménem Trója. Podle původního názvu je také pojmenováno dílo básníka Homéra „Ílias“, které líčí poslední rok velké trojské války, při níž bylo město vypáleno a zcela zničeno řeckými vojsky.
V mýtech se uvádí, že místo, kde Ílos založil základy trojského hradu, mu vnuknul nejvyšší bůh Zeus, který přesně tam shodil malou posvátnou dřevěnou sošku Pallas Athény. Soška zvaná palladium pak po léta chránila Tróju před nepřítelem a před zničením. Teprve v závěru trojské války Řekové Odysseus a Diomédes paladium ukradli a brzy nato byla Trója zničena.